# Leone VI d'Armenia
Leone di Lusignano, noto come Leone VI d'Armenia o Levon VI, chiamato anche Leone V, in armeno Լեւոն (Regno armeno di Cilicia, 1342 – Parigi, 29 novembre 1393), fu un sovrano della Casata di Lusignano, ultimo re latino del Regno armeno di Cilicia dal 1374 al 1375, poi pretendente al trono armeno di Cilicia, dal 1375 alla sua morte.

## Biografia

### Infanzia e giovinezza

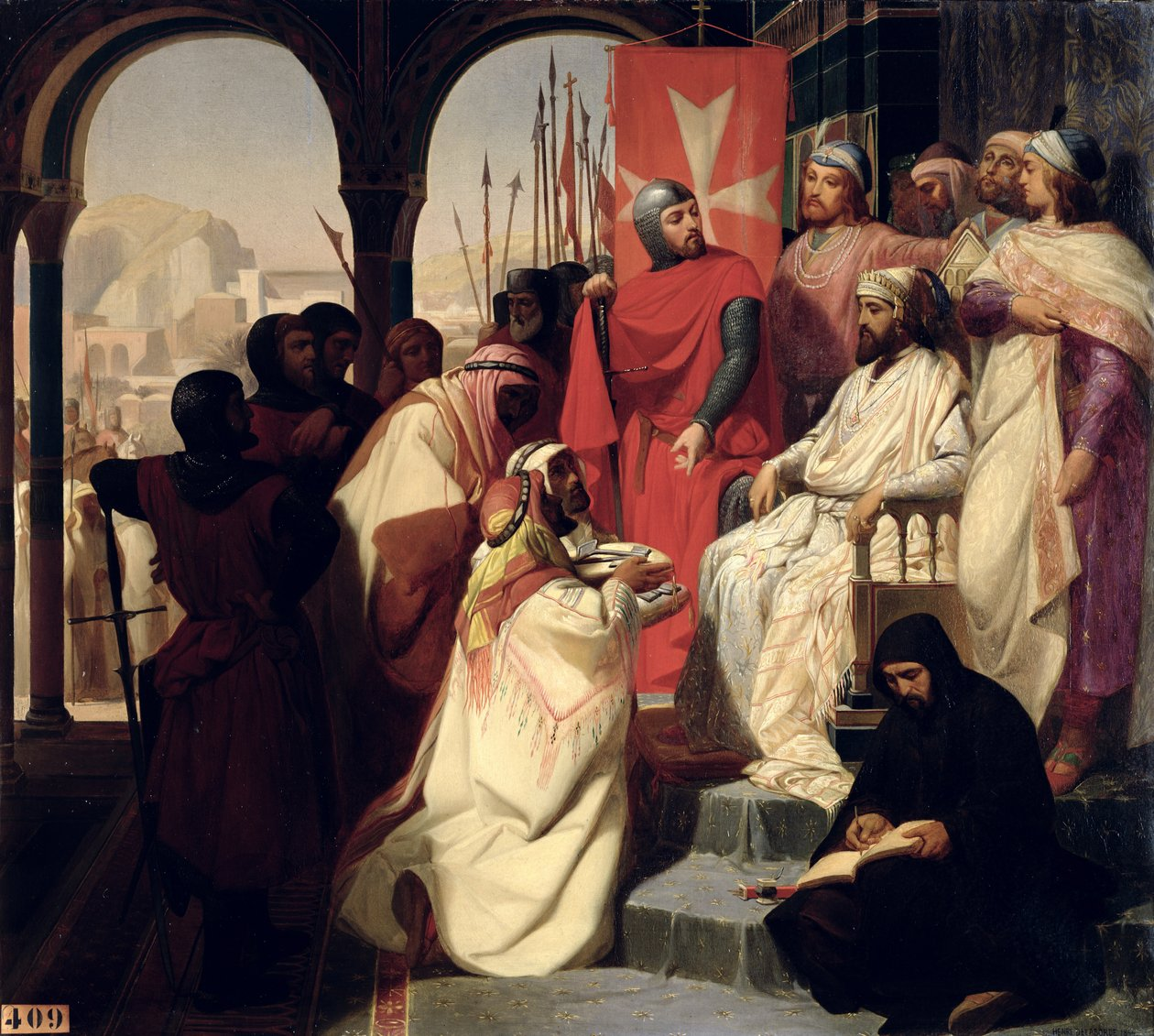
Costantino V d'Armenia sul suo trono con gli ospitalieri. Dipinto nel 1844 da Henri Delaborde: Les chevaliers de Saint-Jean-de-Jerusalem rétablissant la religion en Arménie.

Secondo il capitolo XXI del Recueil des historiens des croisades. Documents arméniens. Tome second, Leone era figlio del connestabile e reggente del Regno armeno di Cilicia, Giovanni di Lusignano, e di un'amante di cui non si conoscono né il nome né gli ascendenti e che, secondo lo storico ungherese Weyprecht Hugo von Rüdt von Collenberg, era una Armena; secondo altri la madre di Leone era la moglie di Giovanni, Sultana di Georgia o di Bagration, figlia di Giorgio V re di Georgia dal 1318 al 1346 (morto nel 1346).
Giovanni di Lusignano, secondo Les familles d'outre-mer, era il figlio maschio terzogenito del signore di Tiro, che fu anche reggente e usurpatore della corona di Cipro, Amalrico e della moglie, Isabella d'Armenia, che secondo il King Hetum II's Chronicle, apparteneva alla famiglia degli Hetumidi, era figlia del re della Piccola Armenia, Leone III e della moglie, una discendente dei signori di Lampron, Keran di Lampron, figlia di Aitone IV, signore di Lampron.
Poco dopo la sua nascita, suo zio, Guido, Re armeno di Cilicia, col nome di Costantino IV, fu assassinato 17 aprile 1344, mentre secondo il Recueil des historiens des croisades. Documents arméniens. Tome premier, suo padre, Giovanni, era stato assassinato il 10 ottobre 1343 (secondo altre fonti suo padre, Giovanni, era morto di morte naturale, il 17 agosto 1344, a Sis, in Cilicia.
Dopo la morte di suo zio, Guido (Costantino IV), i baroni armeni misero sul trono un suo lontano cugino Costantino V Neghir, discendente della dinastia degli Hetumidi.
Costantino V tentò di eliminare tutti i rivali pretendenti al trono ordinando l'uccisione dei nipoti di Costantino IV, ancora bambini Boemondo, di cinque anni e Leone, di due, che però riuscirono a fuggire a Cipro, assieme alla loro madre o matrigna, Sultana di Georgia.
Leone venne creato cavaliere dell'Ordine cavalleresco della Spada nel 1360 e Siniscalco titolare di Gerusalemme il 17 ottobre 1372.
Costantino V morì per cause naturali nel 1363. Irritati per la mancanza di aiuto da parte dei Latini, i baroni armeni rifiutarono la corona ad un pretendente Lusignano (Leone si era proposto per essere designato re di Armenia, ma la proposta non trovò un sufficiente appoggio) e la diedero invece ad uno dei suoi cugini Costantino, anche lui discendente dagli Hetumidi.

### Trattative matrimoniali
In quegli anni, sua cugina, Isabella (o Zampea=Maria) (1333 circa – Mistrà 25 marzo 1380), Signora di Aradippou, figlia di Guido di Lusignano, che aveva sposato Manuele Cantacuzeno (circa 1326 – 10 aprile 1380), Despota di Morea, aveva intenzione di fargli sposare sua figlia, Caterina; Leone si recò in Morea, ma senza concludere e fece ritorno a Cipro. Il ritorno a Cipro è del 1368.

### Matrimonio
Leone si sposò a Cipro, nel maggio 1369, con Margherita di Soissons, figlia di Giovanni di Soissons, governatore di Famagosta; Margherita era al suo secondo matrimonio ed era vedova di Unifredo di Scandiglione; nel 1384 fu incoronata regina e fu imprigionata assieme al marito, prima ad Aleppo e poi al Cairo; Margherita fu liberata, si recò in Palestina e morì a Gerusalemme, prima dell'arrivo di Leone in Castiglia, nel 1380.

### Re latino di Armenia

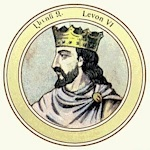
Re Leone VI d'Armenia

Costantino VI, tra il 1372 ed il 1373, stava negoziando la cessione del regno di Armenia ai mamelucchi, ma venne assassinato, nell'aprile 1373, dai nobili armeni che non accettavano la resa.
Leone fu eletto come successore di Costantino VI, che era un suo lontano cugino e gli ambasciatori armeni andarono a Cipro a portare la notizia e Leone accettò, Leone lasciò Famagosta nonostante il conflitto in atto tra Cipro e la Repubblica di Genova. Approdato a Corico, dopo aver invano tentato di liberare Tarso dall'assedio, riuscì con difficoltà a raggiungere Sis, che era già stata presa d'assedio dall'emiro musulmano di Aleppo., dove venne accolto festosamente.
Leone, dopo essersi fatto raggiungere dalla moglie, Margherita di Soissons, assieme a lei, fu incoronato re a Sis il 14 settembre 1374 con i riti armeni e latini. Il suo diritto al trono venne però contrastato da Ashot e il breve regno di Leone fu caratterizzato da numerose dispute tra le varie fazioni.
Dopo numerose battaglie contro le superiori forze mamelucche, Leone si asserragliò nella fortezza di Sis ed infine si arrese nel 1375, ponendo così fine a quello che fu l'ultimo Stato armeno fino alla fondazione della Prima Repubblica di Armenia, esistita tra il 1918 ed il 1920, e della Repubblica d'Armenia nel 1991.

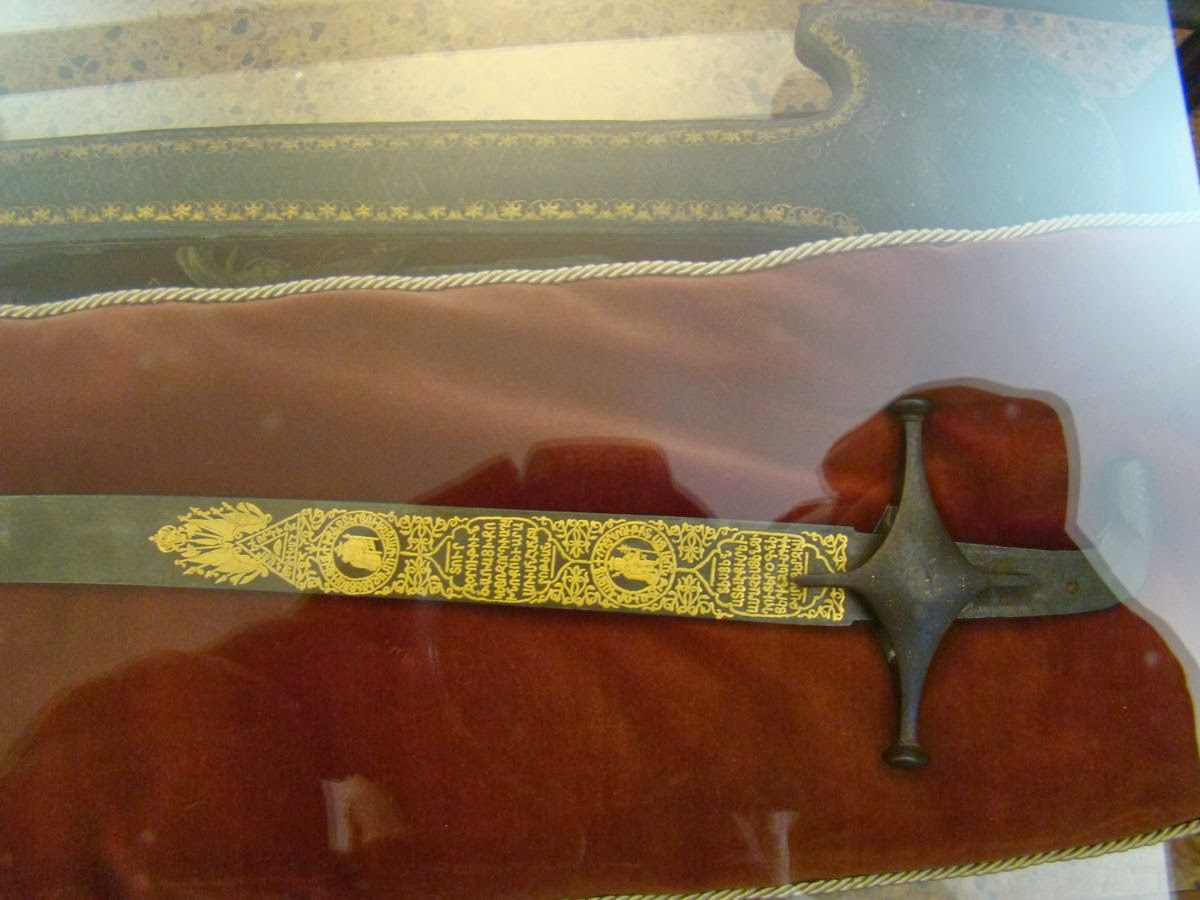
La spada di Leone VI

I Mamelucchi da Sis portarono Leone VI e la sua famiglia, prima ad Aleppo e poi al Cairo e lo posero sotto sorveglianza per diversi anni. Nell'agosto 1377 egli incontrò Jean Dardel, un francescano che si stava recando in pellegrinaggio a Gerusalemme; i due strinsero amicizia e Leone lo assunse come segretario. Dradel ritornò in Europa per perorare la causa di Leone e, nel 1382, riuscì a convincere re Giovanni I di Castiglia a pagare un riscatto, costituito da pietre preziose, seta e uccelli da preda. La moglie di Leone, fu liberata e si recò in Palestina morì a Gerusalemme, prima del suo arrivo in Castiglia, nel 1380.

### Vita in Europa

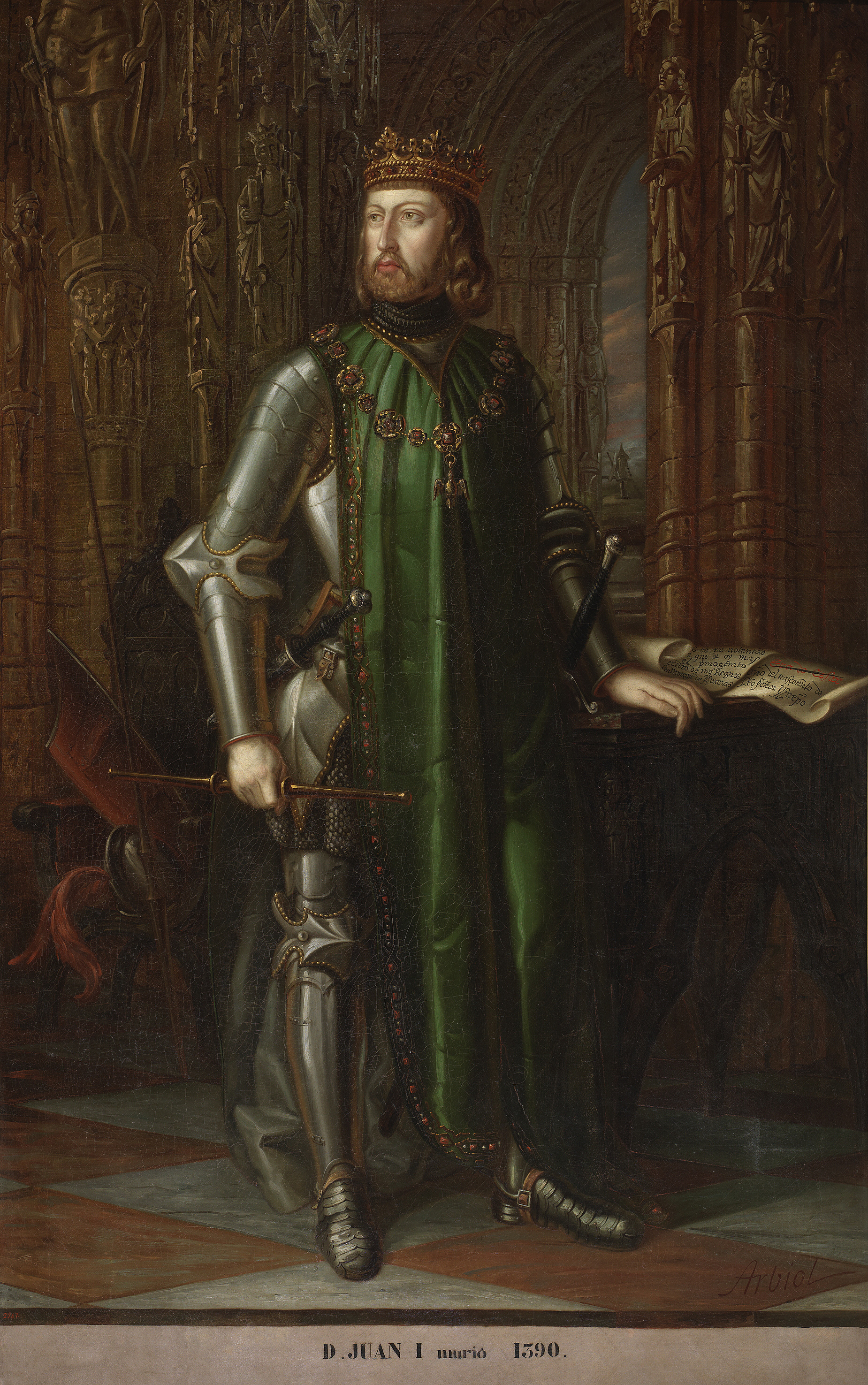
Ritratto di Giovanni I di Castiglia di Vicente Arbiol y Rodríguez, 1848. Oggi questo dipinto è conservato nel Museo del Prado, Madrid

Secondo la Cronicas de los reyes de Castilla Don Pedro, Don Enrique II, Don Juan I, Don Enrique III, tome II, Leone di Lusignano arrivò malato e in povertà a Medina del Campo, dove risiedeva Giovanni I; nel 1383 il Re di Castiglia lo nominò Signore di Madrid. Giovanni I gli garantì per tutta la vita le città di Madrid, Villarreal e Andújar ed un vitalizio con appannaggio annuo di 150 000 maravedí. Leone ricostruì quindi le torri dell'Alcázar Reale.
Nel 1384, Leone visitò la Navarra, l'Aragona e fu anche ad Avignone, poi fu a Parigi, dove fu ricevuto dal re, Carlo VI di Francia.
Secondo il documento n° XLV del Le trésor des chartes d'Arménie, datato 19 ottobre 1389, Leone re d'Armenia e signore di Madrid, Villareal e Andujar (Don Leon, por la Gratias de Dios, rey de Armenia e señor de Madrid, de Villareal e Andujar), concesse dei privilegi ai madrileni.

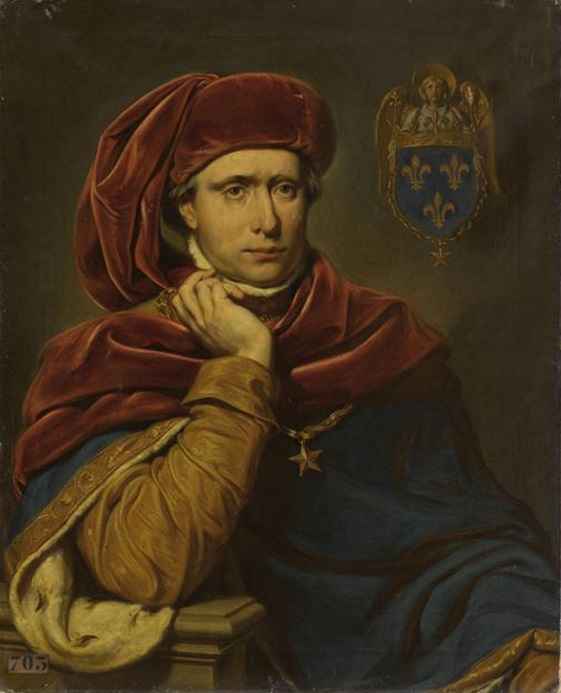
Carlo VI di Francia in un ritratto di Gillot Saint-Evre oggi custodito nella Reggia di Versailles

Secondo padre Mariana, Leone lasciò la Castiglia per la Francia dopo la morte del suo protettore nel 1390; Federico Bravo afferma invece che egli lasciò la penisola iberica dopo due anni di governo e, cinque anni più tardi, i madrileni ottennero la revoca della signoria da parte di Giovanni I. Leone VI si recò apparentemente a Parigi nel giugno 1384 e ottenne il castello di Saint-Ouen ed una consistente pensione da re Carlo VI di Francia. Egli tentò di far riconciliare la Francia con l'Inghilterra, che in quel momento stavano combattendo la Guerra dei cent'anni, con il fine di organizzare una nuova crociata e ottenere aiuto per recuperare le sue terre, ma l'incontro che egli organizzò nel 1386 tra Boulogne e Calais non fu coronato dal successo. Tra il 1389 ed il 1392 Leone continuò ad effettuare missioni diplomatiche in Inghilterra.

### Morte

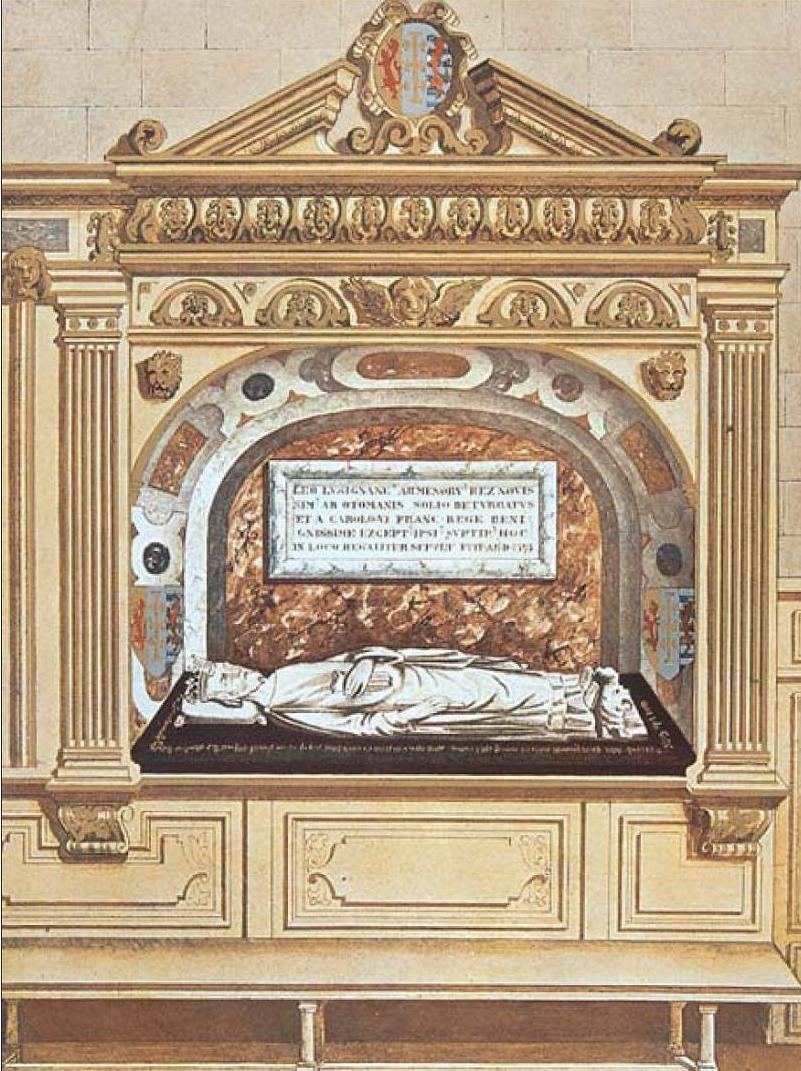
Tomba di Leone VI presso il Convento dei Celestini

Leone VI non riuscì mai a recuperare il proprio trono e morì a Parigi il 29 novembre 1393; i suoi resti vennero sepolti nel Convento dei Celestini, vicino a Place de la Bastille a Parigi, il secondo luogo di sepoltura reale più importante dopo Sain-Denis. Il prestigioso convento era collocato nei pressi della residenza di Leone, l'Hôtel des Tournelles, a sua volta vicino all'Hôtel Saint-Pol, residenza preferita di Carlo V e Carlo VI nella zona di Le Marais.
I funerali di Leone VI vennero celebrati in pompa magna e la sua tomba fu monumentale, collocata nel coro della chiesa, ma il convento venne profanato durante la rivoluzione francese. Dopo la rivoluzione, la sua pietra tombale venne recuperata dall'archeologo Alexandre Lenoir, il quale la collocò nel suo museo dei monumenti francesi nell'Abbazia di Saint-Denis. Nel 1815, all'epoca della Restaurazione, venne costruito un nuovo cenotafio per Leone VI all'interno della Basilica reale di Saint-Denis, dove giacciono i più importanti rappresentanti della monarchia francese.

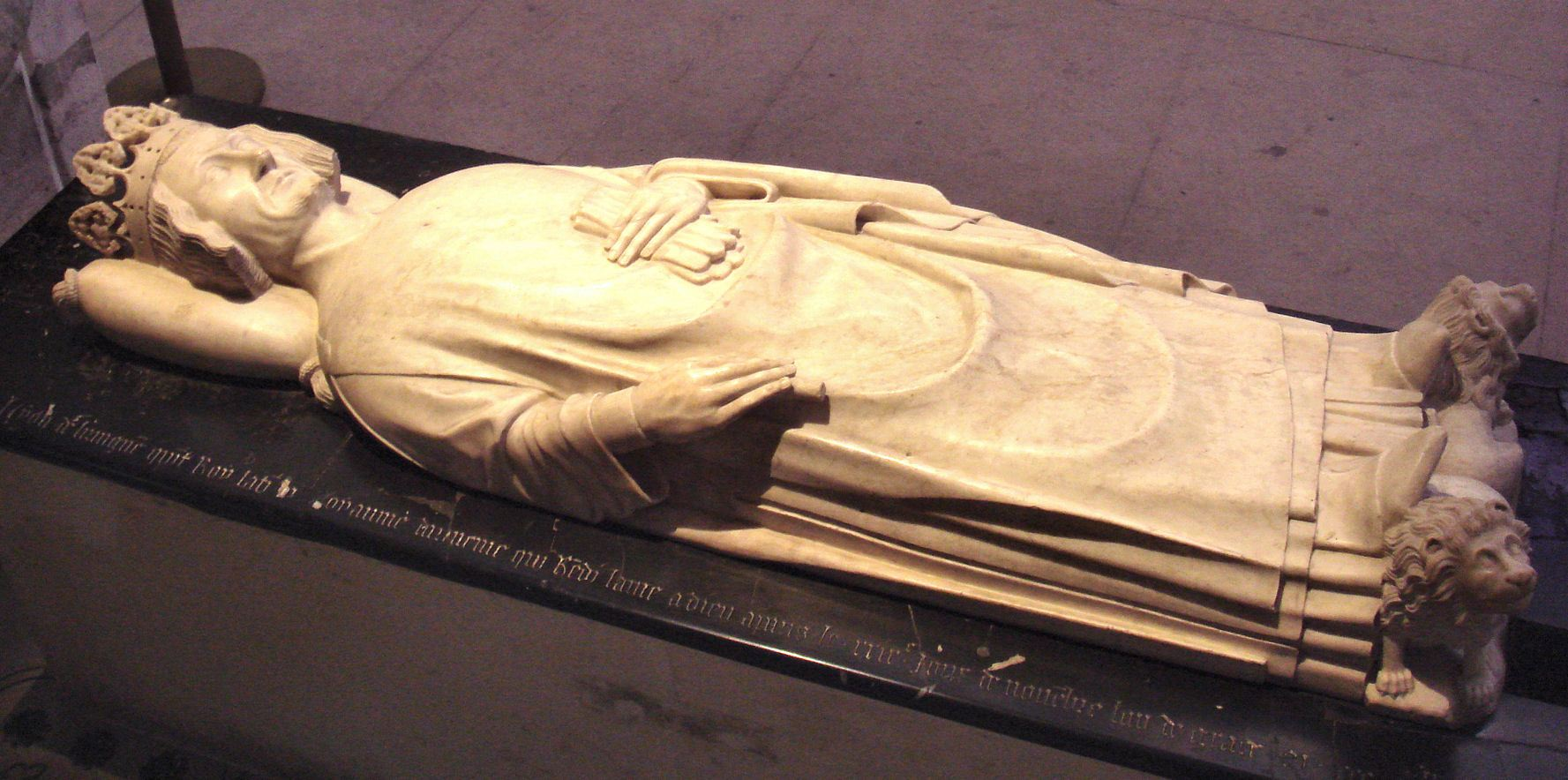
Gisant di Leone VI d'Armenia nella Basilica di Saint-Denis a Parigi

L'effigie sulla lapide, opera di un artista anonimo, è di grande realismo e qualità, e si ritiene che sia stata eseguita mentre Leone VI d'Armenia era ancora in vita; Leone tiene in mano uno scettro (ora rotto) e i globi, simbolo dei grandi principi. La pietra tombale, conservata a Saint-Denis, reca la seguente iscrizione, in francese:
(Iscrizione originale del XIV secolo)
Il 20 luglio 1392, Leone aveva redatto il suo testamento, in cui dava le disposizioni dopo la sua morte e ricordava il figlio illegittimo, Guido (Guyot son fils bastard et non légitime).
Alla sua morte il titolo di Re d'Armenia venne rivendicato dal distante cugino di Leone, Giacomo I di Cipro.

## Discendenza
Leone da Margherita di Soissons ebbe una figlia: 
- Maria di Lusignano (1370 circa – Il Cairo, prima del 4 luglio 1381), premorta ai genitori[25]

Da una o più amanti di cui non si conoscono i nomi e gli ascendenti, Leone ebbe due figli:
- Guido di Lusignano, o d'Armenia (m. 1405), canonico ad Autun, Bayeux, Parigi ed Arras, e capitano de la Tour d'Amblay, ricordato nel testamento del padre[46];
- Stefano di Lusignano, cavaliere a Sis.

## Ascendenza
|                              |                            |                           | Genitori                             |  |  | Nonni |  |  | Bisnonni             |  |  | Trisnonni          |  |
|                              |                            |                           |                                      |  |  |       |  |  | Ugo III, re di Cipro |  |  | Enrico d'Antiochia |  |
|                              |                            |                           |                                      |  |  |       |  |  | Ugo III, re di Cipro |  |  | Enrico d'Antiochia |  |
|                              |                            | Isabella di Cipro         |                                      |  |  |       |  |  | Ugo III, re di Cipro |  |  |                    |  |
| Amalrico II, signore di Tiro |                            |                           |                                      |  |  |       |  |  | Ugo III, re di Cipro |  |  |                    |  |
|                              |                            | Isabella d'Ibelin         | Guido d'Ibelin                       |  |  |       |  |  |                      |  |  |                    |  |
|                              |                            | Isabella d'Ibelin         | Guido d'Ibelin                       |  |  |       |  |  |                      |  |  |                    |  |
|                              |                            | Isabella d'Ibelin         | Filippa Barlais                      |  |  |       |  |  |                      |  |  |                    |  |
| Giovanni di Lusignano        |                            | Isabella d'Ibelin         |                                      |  |  |       |  |  |                      |  |  |                    |  |
|                              |                            | Leone III, re d'Armenia   | Aitone I di Barbaron                 |  |  |       |  |  |                      |  |  |                    |  |
|                              |                            | Leone III, re d'Armenia   | Aitone I di Barbaron                 |  |  |       |  |  |                      |  |  |                    |  |
|                              |                            | Leone III, re d'Armenia   | Isabella, regina d'Armenia           |  |  |       |  |  |                      |  |  |                    |  |
| Isabella d'Armenia e Tiro    |                            | Leone III, re d'Armenia   |                                      |  |  |       |  |  |                      |  |  |                    |  |
|                              |                            | Keran di Lampron          | Aitone IV, signore di Lampron        |  |  |       |  |  |                      |  |  |                    |  |
|                              |                            | Keran di Lampron          | Aitone IV, signore di Lampron        |  |  |       |  |  |                      |  |  |                    |  |
|                              |                            | Keran di Lampron          | …                                    |  |  |       |  |  |                      |  |  |                    |  |
| Leone VI, re d'Armenia       |                            | Keran di Lampron          |                                      |  |  |       |  |  |                      |  |  |                    |  |
|                              | Demetrio II, re di Georgia | Davide VII, re di Georgia |                                      |  |  |       |  |  |                      |  |  |                    |  |
|                              | Demetrio II, re di Georgia | Davide VII, re di Georgia |                                      |  |  |       |  |  |                      |  |  |                    |  |
|                              | Demetrio II, re di Georgia | Gvantsa Kakhaberidze      |                                      |  |  |       |  |  |                      |  |  |                    |  |
| Giorgio V, re di Georgia     | Demetrio II, re di Georgia |                           |                                      |  |  |       |  |  |                      |  |  |                    |  |
|                              |                            | Natela Jaqeli             | Beka I Jaqeli, principe di Meschezia |  |  |       |  |  |                      |  |  |                    |  |
|                              |                            | Natela Jaqeli             | Beka I Jaqeli, principe di Meschezia |  |  |       |  |  |                      |  |  |                    |  |
|                              |                            | Natela Jaqeli             | …                                    |  |  |       |  |  |                      |  |  |                    |  |
| Sultana Bagration            |                            | Natela Jaqeli             |                                      |  |  |       |  |  |                      |  |  |                    |  |
|                              |                            | …                         | …                                    |  |  |       |  |  |                      |  |  |                    |  |
|                              |                            | …                         | …                                    |  |  |       |  |  |                      |  |  |                    |  |
|                              |                            | …                         | …                                    |  |  |       |  |  |                      |  |  |                    |  |
| …                            |                            | …                         |                                      |  |  |       |  |  |                      |  |  |                    |  |
|                              |                            | …                         | …                                    |  |  |       |  |  |                      |  |  |                    |  |
|                              |                            | …                         | …                                    |  |  |       |  |  |                      |  |  |                    |  |
|                              |                            | …                         | …                                    |  |  |       |  |  |                      |  |  |                    |  |
|                              |                            | …                         |                                      |  |  |       |  |  |                      |  |  |                    |  |

### Fonti primarie
- (FR)  Recueil des historiens des croisades. Historiens occidentaux. Tome premier.
- (FR)  Recueil des historiens des croisades. Historiens occidentaux. Tome second.
- (IT)  Chroniques d'Amadi et de Strambaldi. T. 1.
- (IT)  Chronique de l'Île de Chypre.
- (EN)  King Hetum II's Chronicle.
- (ES)  Cronicas de los reyes de Castilla Don Pedro, Don Enrique II, Don Juan I, Don Enrique III, tome II.
- (ES)  (FR)  Le trésor des chartes d'Arménie.

### Letteratura storiografica
- (FR)  Les familles d'outre-mer.
- (EN)  Ulwencreutz's The Royal Families in Europe.* Boase, T. S. R., The Cilician Kingdom of Armenia, Scottish Academic Press, Edimburgo, 1978, ISBN 0-7073-0145-9
- Mutafian, Claude, Le Royaume Arménien de Cilicie, CNRS Editions, Parigi, 2001, ISBN 2271051053
- Mutafian, Claude, Leon V de Lusignan, dernier roi d'Armenie
- Le Pogram, Pierre-Yves, Tombeau de Léon V de Lusignan